# Норрис, Патриция
Патри́ция Но́ррис (англ. Patricia Norris, 22 марта 1931, США — 20 февраля 2015)— американская художница по костюмам и художник-постановщик, лауреат премии «Эмми».

## Биография
Её первой работой в качестве художника по костюмам были костюмы для фильма «Покойная Лиз» (1971). В 1970-х и 1980-х она создала костюмы для таких фильмов, как «Улыбка» (1975), «Козерог один» (1977), «Дни жатвы» (1978), «Виктор/Виктория» (1982), «Лицо со шрамом» (1983).
В 1980 году впервые сотрудничала с режиссёром Дэвидом Линчем, создав костюмы для его фильма «Человек-слон». Их следующей совместной работой был фильм «Синий бархат», где Норрис работала не только как художник по костюмам, но и как художник-постановщик. Норрис работала с Дэвидом Линчем до 1999 года, их последним совместным проектом стал фильм «Простая история».

## Награды и номинации

### Номинации
- «Оскар»
  - 1979 — Лучший дизайн костюмов за фильм «Дни жатвы»
  - 1981 — Лучший дизайн костюмов за фильм «Человек-слон»
  - 1983 — Лучший дизайн костюмов за фильм «Виктор/Виктория»
  - 1985 — Лучший дизайн костюмов за фильм «2010: год вступления в контакт»
  - 1989 — Лучший дизайн костюмов за фильм «Закат»
- «Сатурн»
  - 1979 — Лучшие костюмы за фильм «Козерог один»
  - 1985 — Лучшие костюмы за фильм «2010: год вступления в контакт»

### Награды
- «Эмми»
  - 1990 — Выдающийся дизайн костюмов за пилотную серию сериала «Твин Пикс»
- «Премия Гильдии костюмеров США»
  - 2014 — Лучший дизайн костюмов в историческом фильме	«12 лет рабства»